# Джардин, Лиза
Лиза Джардин (англ. Lisa Anne Jardine; урождённая Броновски, англ. Bronowski; 12.04.1944, Оксфорд — 25.10.2015) — британский историк. Доктор философии (1973). Профессор Лондонского университета, почётный член Лондонского королевского общества (2015).

## Биография
Дочь британского учёного еврейско-польского происхождения Джейкоба Броновски.
Окончила Кембридж (1966), где вначале училась математике, а в последний год учёбы переключилась на английский язык. Степень доктора философии получила в 1973 году. На следующий год вышла книга, в основе которой была её докторская работа.
Стала первой женщиной-сотрудницей кембриджского колледжа Иисуса (1976—1989). Для этого колледжу понадобилось изменить свой устав.
В 1990—2011 годах профессор Лондонского университета королевы Марии.
С 2012 года профессор в Университетском колледже Лондона, также директор CHIRP.
Последняя, кто читал Wilkins Lecture - под таким той именованием (2003).
Выступала в СМИ, на телевидении и радио.
Сотрудничала с Энтони Графтоном.
Была полиглотом.
Являлась почётным членом двух кембриджских колледжей (Кингс и Иисуса).
Отмечена President's Medal (British Academy) (2012).
Почётный доктор (DLitt) Сент-Эндрюсского университета (2007). Также почётный доктор ун-тов Sheffield Hallam, Абердинского и Открытого.
CBE (2005).
Автор 17 книг и более 50 научных статей.
Первый раз вышла замуж в 1969 году, развелись в 1979 году, двое детей. Во втором браке появился сын.
Книги
- Going Dutch: How England Plundered Holland’s Glory (HarperCollins UK, 2008; HarperCollins USA, 2009)